# Duplexrem

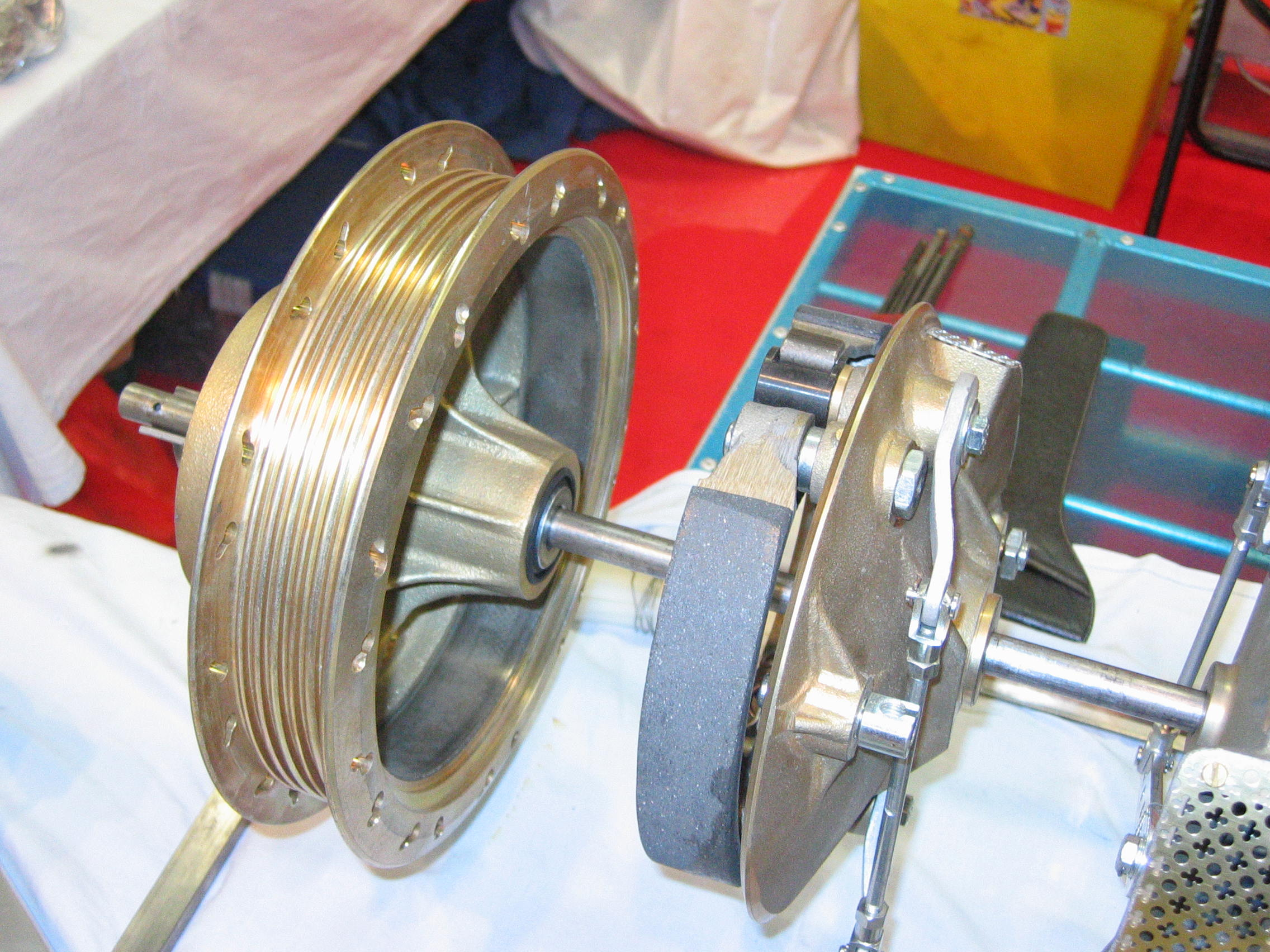
Duplexrem van een motorfiets

Een duplexrem is een trommelrem met twee oplopende remsegmenten. 
De duplexrem wordt ook vaak two leading shoe genoemd. Oplopende remsegmenten geven een betere vertraging dan lossende, die bij de simplexrem voorkomen. Door toepassing van een duplexrem wordt een betere vertraging verkregen, maar slechts in één richting (vooruit). Daarom kon deze rem bij motorfietsen probleemloos worden toegepast.
Bij auto's kon men bij hard achteruitrijden echter voor een nare verrassing komen te staan: dan werden beide remsegmenten "lossend" en was de remvertraging een stuk minder.
Bij een motorfiets kon men eveneens voor een - hoewel kleine - verrassing worden gesteld: Bij hoge luchtvochtigheidsgraad kon een eerste aangrijpen van de remsegmenten bij snelheden tot zo'n 25km/u tot blokkeren van het wiel leiden.